# The Lighthouse Keeper (film 1911)
The Lighthouse Keeper è un cortometraggio muto del 1911 diretto da Thomas H. Ince e interpretato da Mary Pickford.

## Produzione
Il film fu prodotto dall'Independent Moving Pictures Co. of America (IMP).

## Distribuzione
Il film - un cortometraggio in una bobina - uscì nelle sale statunitensi il 18 maggio 1911, distribuito dalla Motion Picture Distributors and Sales Company. Copie del film (un positivo in nitrato acquistato nel 1969 e un duplicato negativo acetato in 35 mm - duplicato nel 1977) sono conservato negli archivi dell'American Film Institute/Nichols collection della Library of Congress.